# Latomus
Latomus: revue d’études latines är en belgisk vetenskaplig tidskrift om Roms historia, Roms arkeologi och latinsk filologi. Den utkom med sitt första nummer 1937.